# Canosa di Puglia
Canosa di Puglia – miasto i gmina we Włoszech, w regionie Apulia, w prowincji Barletta-Andria-Trani.
Według danych na styczeń 2009 gminę zamieszkiwało 31 075 osób przy gęstości zaludnienia 207,8 os./1 km².

## Miasta partnerskie
- Grójec